# Großschuppen-Knurrhahn
Der Großschuppen-Knurrhahn (Lepidotrigla cavillone) ist eine kleine und bodenlebende Art der Familie der Knurrhähne (Triglidae). Von acht Knurrhahnarten im Mittelmeer ist er die am häufigsten auftretende Art. Des Weiteren ist er im Ostatlantik an der Südküste von Portugal bis nach Mauretanien vorzufinden. Abhängig von Alter und Geschlechtsreife hält er sich in einer Tiefe zwischen 30 und 450 Metern auf, wo er mit seiner langen Schnauze den Meeresgrund auf der Suche nach Nahrung durchwühlt.

## Systematik und Synonyme
Lacepède (Bernard-Germain-Étienne de La Ville-sur-Illon) benannte und beschrieb die Art Lepidotrigla cavillone bereits 1801. Als Synonym hat Lacepède Trigla cavillone verwendet. Der Zoologe Georges Cuvier hat für dieselbe Art im Jahr 1829 die Synonyme Trigla aspera und Lepidotrigla aspera etabliert. Heute wird im Deutschen der Artname ‘Großschuppiger-Knurrhahn‘ und im Englischen ‘Large-Scaled Gurnard‘ benutzt. Unterarten sind nicht bekannt.

## Merkmale

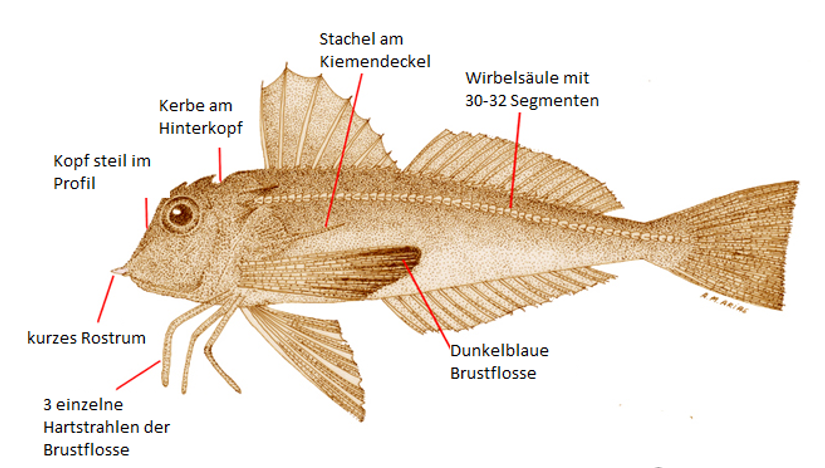
Merkmale Großschuppen-Knurrhahn

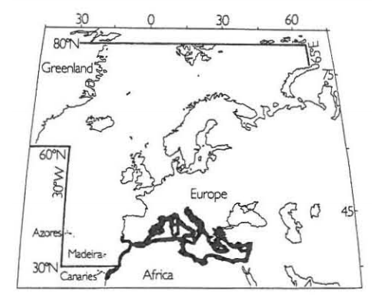
Verbreitung

Der Großschuppen-Knurrhahn besitzt zwei Rückenflossen, eine Schwanzflosse, eine Analflosse, kehlständige Bauchflossen und Brustflossen mit drei einzelnen Hartstrahlen, wie diese für Knurrhähne charakteristisch sind. Die einzelnen Strahlen dienen nicht nur der Fortbewegung, sondern hauptsächlich als Tastorgan. Die längste dieser Strahlen ist jedoch beim Großschuppen-Knurrhahn verhältnismäßig kurz. Sie reicht nicht bis zum After. Die erste und höhere der beiden Rückenflossen hat 8–10 Strahlen. Die zweite Rückenflosse, sowie die Analflosse 14–16 Weichstrahlen.
Der Großschuppen-Knurrhahn hat einen langgestreckten Körper mit einem verhältnismäßig großen und im Profil steilen Kopf, welcher mit zahlreichen knöchernen Leisten und Stacheln ausgestattet ist. An seinem Hinterkopf befindet sich eine Kerbe, was ihn deutlich von anderen Knurrhahnarten unterscheidet. Vor dem Auge, sowie am Schultergürtel und auf dem Kiemendeckel befindet sich jeweils ein Stachel. Das Rostrum (präorbitaler Knochen) ist kurz und leicht eingedrückt. Im Gegensatz zu anderen Knurrhahnarten, wie z. B. dem Roten Knurrhahn, hat der Großschuppen-Knurrhahn keine Zähne im Gaumen.

Der Großschuppen-Knurrhahn besitzt Ctenoidschuppen (maximal 70 in einer mittleren Längsreihe), die höher als lang und fest an den Körper angebracht sind – mit Ausnahme der Brust, die schuppenlos ist. Die Wirbelsäule besteht aus 30 bis 32 Wirbeln. Die Farbe des Körpers ist rosa bis altrosa. Die Brustflossen sind dunkelblau mit rosa an der Basis. Er erreicht eine durchschnittliche Körperlänge von ca. 12 cm. Die maximale Länge kann bis zu 20 cm betragen.

## Verbreitung
Der Großschuppen-Knurrhahn ist im Ostatlantik, an der Südküste Portugals bis nach Mauretanien (südlich von Marokko) und im Mittelmeer verbreitet. Im Schwarzen Meer ist er nicht vorzufinden.

## Lebensweise
Der Großschuppen-Knurrhahn ist ein mariner, bodenlebender Fisch, der sich auf Sand- und Kies in 30–450 m Tiefe von Krebstieren ernährt. Die am häufigsten konsumierte Beute (bis zu 80 %) sind Mysidaceae, so genannte Glaskrebse und Amphipoden, umgangssprachlich Flohkrebse genannt. Die dominierende Art der Mysidaceae stellt der Lophogaster typicus dar (bis zu 70 % der konsumierten Mysidaceae), welcher hauptsächlich am Tag aufgespürt wird. Im Frühjahr gehören zudem kleine Mengen an Euphasiaceae (Leuchtgarnelen) zu der Nahrung des Großschuppen-Knurrhahn. Damit hat er im Vergleich zu anderen Knurrhahnarten, welche z. B. auch größere Mengen an Fischen und Decapoda konsumieren, eine sehr spezialisierte Ernährung. Die Zusammensetzung und Menge der Nahrung variiert je nach Untergrund, Sediment, Tiefe und Jahreszeit. Im Sommer konsumiert der Großschuppen-Knurrhahn beispielsweise durchschnittlich doppelt so viel wie im Winter, einschließlich größerer Mengen an Amphipoden. Für den Beutefang selbst wühlt er mit seiner langen, schaufelförmigen Schnauze in dem Boden.

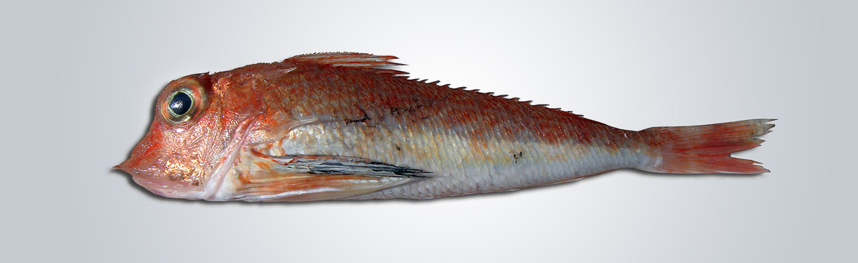
Großschuppen-Knurrhahn

Am häufigsten ist er in einer Tiefer von 60–200 Meter vorzufinden. Nach Ablaichen in ca. 60 Metern Tiefe halten sich Jungtiere (<7 cm) bis Ende ihres ersten Lebensjahres nahe der Küste in flacheren Gewässern auf (30 Meter Tiefe). Anschließend ziehen sie sich in tiefere Gewässer (60–100 Meter) abseits der Küste zurück.
Namensgebend für die Familie, und somit auch für den Großschuppen-Knurrhahn, ist die Fähigkeit, knurrende oder grunzende Geräusche zu machen. Diese werden durch einen Muskel, der die Schwimmblase zum Vibrieren bringt, produziert. Diese Art von Geräusch wird besonders während der Paarungszeit, aber auch durch Störfaktoren ausgelöst. In der Haltung von Knurrhähnen wurde zudem das „Knurren“ bei der Futtergabe beobachtet. Die Frequenz beträgt zwischen 40 Hz und 4 kHz.

## Fortpflanzung
Der Großschuppen-Knurrhahn laicht vorwiegend zwischen Mai und Juli in einer Tiefe von ca. 60 Metern. Ein Weibchen kann dabei 500 bis mehrere Tausende Eier legen, die zwischen 0,2 und 1 mm groß sind. Die Larven entwickeln sich pelagial. Mit 1,5–2 Jahren erreicht er mit einer Länge von ca. 10 cm +/− die Geschlechtsreife und mehr als die Hälfte seiner maximalen Größe. Anschließend ist eine Verkleinerung der Wachstumsrate zu beobachten. Weibchen des Großschuppen-Knurrhahn, welche bereits mit einer Länge von ca. 7 cm ihre Geschlechtsreife erreichen können, halten sich in diesem Lebensstadium vorwiegend in Tiefen von 80–100 Metern auf. Die minimale Tiefe, in welcher es zum Ablaichen kommt, beträgt 60 Meter. Damit kann ein Zusammenhang zwischen Geschlechtsreife, Größe und Tiefe des Lebensraumes festgehalten werden.

## Bedeutung für den Menschen

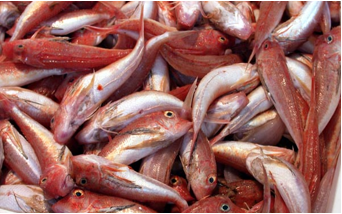
Beifang

Für den Menschen ist der Großschuppen-Knurrhahn harmlos.
Im kommerziellen Sinne wird er eher gering genutzt. Regelmäßig ist er jedoch auf den Märkten des westlichen Mittelmeers und auf Zypern zu finden. In der Türkei hat er wiederum einen geringen Handelswert. Durch Schleppnetze ist er vielerorts zum Beifang geworden.
Abgesehen von der Verbreitung und kommerziellen Nutzung weiß man über die Ausschöpfung der Bestände kaum Bescheid. In der Roten Liste wurde er bisher nicht evaluiert. Generell kann die Art geschützt werden, indem die Mindestgröße der Maschen des Netzes von 40 mm eingehalten wird. Oft beträgt diese nur 22–24 mm, so dass sich Jungfische vor Erreichen der Geschlechtsreife und Möglichkeit der Reproduktion in den Fischernetzen verfangen. Die Sterberate bedingt durch den Fischfang wird oftmals unterschätzt.

## Belege
1. 1 2 3  A. T. Ilkyaz, G. Metin, O. Soyakan et al.: Growth and Reproduction of Large-Scaled Gurnard (Lepidotrigla cavillone Lacepede, 1801) (Triglidae) in the Central Aegean Sea, Eastern Mediterranean. In: Tübitak, 2010, 34, S. 471–478.
2. 1 2 3 4 5 6 7 8  R. Froese, D. Pauly (Hrsg.): www.fishbase.org, 2018.
3. 1 2 3 4 5  F. Colloca, M. Cardinale, G. D. Ardizzone: Biology, Spatial Distribution and Population Dynamics of Lepidotrigla cavillone (Pisces: Triglidae) in the Central Thrrhenian Sea. In: Fisheries Research, 1997, 32, S. 21–32.
4. 1 2 3  A. M. Arias, M. I. de la Torre (Edt.): Base de Datos Terminilogicos y de Identification de Especies Pesqueras de Las Costas de Andalucia. 2013 ictioterm.es abgerufen am 19. Dezember 2018.
5. 1 2 3  J.C. Hureau: Triglidae. In: P. J. P. Whitehead, M.-L. Bauchot, J.-C. Hureau, J. Nielsen, E. Tortonese (Hrsg.): Fishes of the north-eastern Atlantic and the Mediterranean, 1986, 3, S. 1015–1473. UNESCO.
6. 1 2  A. Terrats, G. Petrakis, C. Papaconstantinou: Feeding Habits of Aspitrigla cuculus (L., 1758) (Red Gurnard), Lepidotrigla cavillone (Lac., 1802) (Large Scale Gurnard) and Trigloporus lastoviza (Brunn., 1768) (Rockgurnard) around Cyclades and Dodecanese Islands (E. Mediterranean). In: Mediterranean Marine Science, 2000, 1(1), S. 91–104.
7. ↑  E. Caragitsou, C.  Papaconstantinou: Food and Feeding Habits of Large Scale Gurnard, Lepidotrigla cavillone (Triglidae) in Greek Seas. In: Internationa Journal of Ichthyology, 1990, 14(2), S. 95–104.
8. ↑  M. C. P. Amorim: Diversity of Sound Production in Fish. 2006; researchgate.net abgerufen am 19. Dezember 2018.
9. ↑  W. Fischer, M. Schneider, M. L. Bauchot: Méditerranée et Mer Noire – Zone de Pêche 37. In: Guide FAO d’Identification des Espèces pour les Besoins de la Pêche. Vol. 2: Vertébrés. Rome 1987.
10. ↑  S. Ragonese, M. L. Bianchini: Historical Growth and Mortality ‘Benchmark’ Values of Lepidotriga cavillone (Pisces-Triglidae) in the Strait of Sicily (Mediterranean Sea). In: Journal of Applied Ichthyology, 2010, 26, S. 113–115.